# 3903 Kliment Ohridski
3903 Kliment Ohridski (1987 SV2) là một tiểu hành tinh vành đai chính được phát hiện ngày 20 tháng 9 năm 1987 bởi E. W. Elst ở Rozhen.